# Bright Green Field (album de Squid)
Albums de Squid
Town Centre (EP)
(2019) O Monolith
(9 juin 2023)
Singles
1. Narrator
Sortie : 27 janvier 2021[1]
2. Paddling
Sortie : 16 mars 2021[2]
3. Pamphlets
Sortie : 27 avril 2021[3]

Bright Green Field est le premier album studio du groupe britannique Squid. L'album est sorti le 7 mai 2021 chez Warp Records.

## Contexte et enregistrement
Enregistré tout au long de 2020, l'album a été produit par Dan Carey (en), qui a également produit de nombreux groupes affiliés à Squid, notamment Black Midi, Fontaines DC et Black Country, New Road.
Dans une entretien accordé à Exclaim! , le leader du groupe, Ollie Judge, explique que les morceaux du disque « illustrent les lieux, les événements et l'architecture qui existent dans (l'album). Les sorties précédentes étaient ludiques et centrées sur les personnages, alors que cet album est plus sombre et davantage centré sur le lieu — la profondeur émotionnelle de la musique est devenue plus importante.»

## Sortie et promotion

### Singles
Le groupe signe avec Warp Records en mars 2020, avant de sortir deux singles autonomes chez le label, "Sludge" et "Broadcaster". Le single "Narrator", sort en janvier 2021, et sert à annoncer la sortie de l'album Bright Green Field, sur lequel il figure. Le groupe raconte que de nombreux enregistrements ont été réalisés pour la production et le mastering de l'album, notamment ceux d'une chorale de 30 personnes, un ensemble de cors et de cordes et des enregistrements d'abeilles sur le terrain.

### Clips vidéos
Le clip du single "Narrator", sort le 27 janvier 2021. Il est réalisé par Felix Geen et montre le groupe jouant dans un espace 3D brisé. Geen explique qu'il «voulait faire une vidéo sur le processus de création virtuelle. Par exemple, montrer les composants et les processus qui se cachent derrière la construction d'un environnement virtuel et observer de près ces petits rochers, ces morceaux de terrain et ces morceaux de régolite qui s'assemblent pour construire quelque chose de plus grand. Je pense souvent que cette partie qui se trouve « derrière le rideau numérique » de la conception 3D est plus intéressante que le produit fini  car elle montre un processus et une paternité de la création ». Le clip vidéo du troisième single de l'album, "Pamphlets", sort le 18 mai 2021 sur la chaîne YouTube du groupe. Il a été créé et réalisé par Raman Djafari, tandis que Barney Abrahams s'est occupé du gréement et de l'animation des personnages. À propos de ce clip, le groupe explique : "lorsque nous avons planifié les clips de l'album, nous voulions être sûrs que nous allions utiliser un certain nombre de médias différents, nous somme donc très heureux d'avoir un clip en animation bizarre".

## Accueil critique
Bright Green Field reçoit un accueil très favorable de la part des critiques. Sur l'agrégateur Metacritic, qui attribue une moyenne sur 100 des critiques des publications grand public, l'album obtient une note moyenne pondérée de 89, basée sur 19 critiques, ce qui démontre une approbation largement partagée.
NME donne à l'album une critique très élogieuse. Ainsi Will Richards le qualifie-t-il de « premier album sans compromis, qui concrétise tout le potentiel du groupe ». Il écrit également « [tout au long de] l'album, qui dure plus de 50 minutes, le groupe oscille entre les genres, les styles et les humeurs avec abandon, ce qui reflète le paysage politique et culturel effrayant et en constante évolution dans lequel il a été créé.»  Dans une autre critique élogieuse, Alice Jenner, de The Line of Best Fit, salue le disque comme « un premier album pour l'éternité » et loue son « mélange parfait de calme et de chaos », avant d'ajouter que le groupe « assemble[…] des moments de jazz pur et d'harmonie soul avec une impulsion punk cacophonique. »
Des publications américaines comme Paste relèvent le fait que « le mépris total du groupe pour les conventions du rock élève l'univers paranoïaque et vaguement dystopique de Bright Green Field. Timothy Monger, d'AllMusic, qualifie le « premier album très attendu » de « rencontre énergique d'influences vivifiantes de new wave, de krautrock et de post-punk ». Il note ensuite que « dans une certaine mesure, leur premier album se place dans la lignée absurde [de] « Houseplants » et « The Cleaner », deux des singles les plus connus de Squid, même s'il s'agit aussi clairement de son propre monstre. Comme une avalanche qui emporte tout sur son passage, Squid semble tirer profit de l'évolution et d'un sens intrinsèque du danger. » Et de conclure qu'en tant que « (véritable) groupe, pour l'époque, Squid se ressent comme un fouillis sauvage de pensées qui prennent vie, en dégageant colère, confusion, humour, détachement et même joie dans leur quête d'une véritable liberté créative. »  Quant à Andrew Perry, de Mojo, il qualifie l'album de « collision post-punk/krautrock palpitante », tout en  adressant également des éloges à la production de Carey et au chant de Judge.
The Skinny (en) propose une critique mitigée. En effet, Tony Inglis parle de Squid comme « le groupe de garçons guitaristes en vogue ». Il note tout de même que l'album « suit les traces de leur meilleur morceau, "The Cleaner" - suralimentant le banal et l'ordinaire avec vigueur et détermination - il accroche, mélangeant des genres comme le rock indépendant avec le funk et le jazz, et explorant des arrière-plans ambiants et texturés qui correspondent bien à Warp, où ils sont désormais chez eux. »  Dans The Observer, Emily Mackay se montre également critique, et affirme que « Rien ici n'est vraiment expérimental ou innovant - c'est plutôt le genre de musique qui est étiqueté comme tel en raison des influences qu'il montre. »

### Distinctions
| Publication        | Pays | Liste                                              | Rang | Références |
| ------------------ | ---- | -------------------------------------------------- | ---- | ---------- |
| Bleep              | UK   | Top 10 des albums de l'année 2021                  | 2    | [ 17 ]     |
| Far Out Magazine   | UK   | Les cinq meilleurs albums post-punk de 2021        | 2    | [ 18 ]     |
| Les Inrockuptibles | FR   | Les 10 meilleurs albums de 2021selon Carole Boinet | 4    | [ 19 ]     |
| Les Inrockuptibles | FR   | Les 10 meilleurs albums de 2021selon Théo Dubreuil | 3    | [ 19 ]     |
| NRC Handelsblad    | NL   | La meilleure musique de 2021 selon Jan Vollaard    | 1    | [ 20 ]     |
| Paste              | US   | Les 50 meilleurs albums de 2021                    | 18   | [ 21 ]     |
| Rough Trade        | UK   | Albums de l'année 2021                             | 6    | [ 22 ]     |

## Liste des pistes
| Liste des pistes de Bright Green Field | Liste des pistes de Bright Green Field       | Liste des pistes de Bright Green Field | Liste des pistes de Bright Green Field | Liste des pistes de Bright Green Field | Liste des pistes de Bright Green Field | Liste des pistes de Bright Green Field | Liste des pistes de Bright Green Field | Liste des pistes de Bright Green Field | Liste des pistes de Bright Green Field |
| No                                     | Titre                                        | Durée                                  |                                        |                                        |                                        |                                        |                                        |                                        |                                        |
| -------------------------------------- | -------------------------------------------- | -------------------------------------- | -------------------------------------- | -------------------------------------- | -------------------------------------- | -------------------------------------- | -------------------------------------- | -------------------------------------- | -------------------------------------- |
| 1.                                     | Resolution Square                            | 0:40                                   |                                        |                                        |                                        |                                        |                                        |                                        |                                        |
| 2.                                     | G.S.K.                                       | 3:10                                   |                                        |                                        |                                        |                                        |                                        |                                        |                                        |
| 3.                                     | Narrator (featuring Martha Skye Murphy (en)) | 8:28                                   |                                        |                                        |                                        |                                        |                                        |                                        |                                        |
| 4.                                     | Boy Racers                                   | 7:34                                   |                                        |                                        |                                        |                                        |                                        |                                        |                                        |
| 5.                                     | Paddling                                     | 6:15                                   |                                        |                                        |                                        |                                        |                                        |                                        |                                        |
| 6.                                     | Documentary Filmmaker                        | 4:55                                   |                                        |                                        |                                        |                                        |                                        |                                        |                                        |
| 7.                                     | 2010                                         | 4:28                                   |                                        |                                        |                                        |                                        |                                        |                                        |                                        |
| 8.                                     | The Flyover                                  | 1:10                                   |                                        |                                        |                                        |                                        |                                        |                                        |                                        |
| 9.                                     | Peel St.                                     | 4:52                                   |                                        |                                        |                                        |                                        |                                        |                                        |                                        |
| 10.                                    | Global Groove                                | 5:06                                   |                                        |                                        |                                        |                                        |                                        |                                        |                                        |
| 11.                                    | Pamphlets                                    | 8:03                                   |                                        |                                        |                                        |                                        |                                        |                                        |                                        |
| 54:41                                  |                                              |                                        |                                        |                                        |                                        |                                        |                                        |                                        |                                        |

| Édition japonaise (pistes bonus) | Édition japonaise (pistes bonus) | Édition japonaise (pistes bonus) | Édition japonaise (pistes bonus) | Édition japonaise (pistes bonus) | Édition japonaise (pistes bonus) | Édition japonaise (pistes bonus) | Édition japonaise (pistes bonus) | Édition japonaise (pistes bonus) | Édition japonaise (pistes bonus) |
| No                               | Titre                            | Durée                            |                                  |                                  |                                  |                                  |                                  |                                  |                                  |
| -------------------------------- | -------------------------------- | -------------------------------- | -------------------------------- | -------------------------------- | -------------------------------- | -------------------------------- | -------------------------------- | -------------------------------- | -------------------------------- |
| 12.                              | Sludge                           | 5:00                             |                                  |                                  |                                  |                                  |                                  |                                  |                                  |
| 13.                              | Broadcaster                      | 5:56                             |                                  |                                  |                                  |                                  |                                  |                                  |                                  |
| 65:37                            |                                  |                                  |                                  |                                  |                                  |                                  |                                  |                                  |                                  |

## Personnel
- Ollie Judge – chant, batterie
- Louis Borlase – guitare, basse, chant
- Arthur Leadbetter – claviers, violoncelle, percussions
- Laurie Nankivell – guitare basse, cornet, percussions
- Anton Pearson – guitare, basse, chant, percussions
- Nataly Corolscaia – violon
- Lewis Evans – saxophone alto
- Georgia Hannington – violoncelle
- Charlie Keen – trombone
- Yulia Knowles – alto
- Emma-Jean Thackray – trompette [24]
- Martha Skye Murphy – chant sur "Narrator"